# 7035 Gomi
7035 Gomi eller 1995 BD3 är en asteroid i huvudbältet som upptäcktes den 28 januari 1995 av de båda japanska astronomerna Kazuro Watanabe och Kin Endate vid Kitami-observatoriet. Den är uppkallad efter amatörastronomen Kazuaki Gomi.
Asteroiden har en diameter på ungefär 15 kilometer och den tillhör asteroidgruppen Themis.